# Colostygia harcynica
Colostygia harcynica là một loài bướm đêm trong họ Geometridae.